# Energia na Suécia

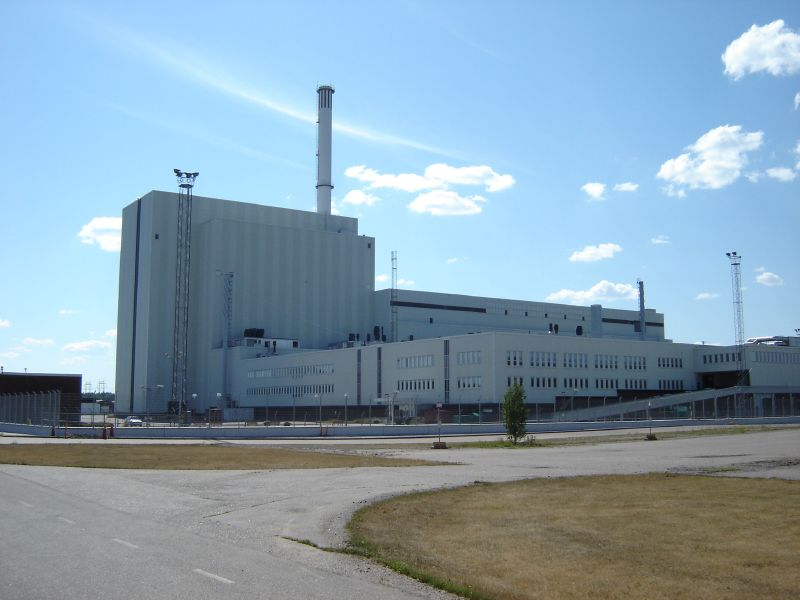
Central nuclear de Forsmark

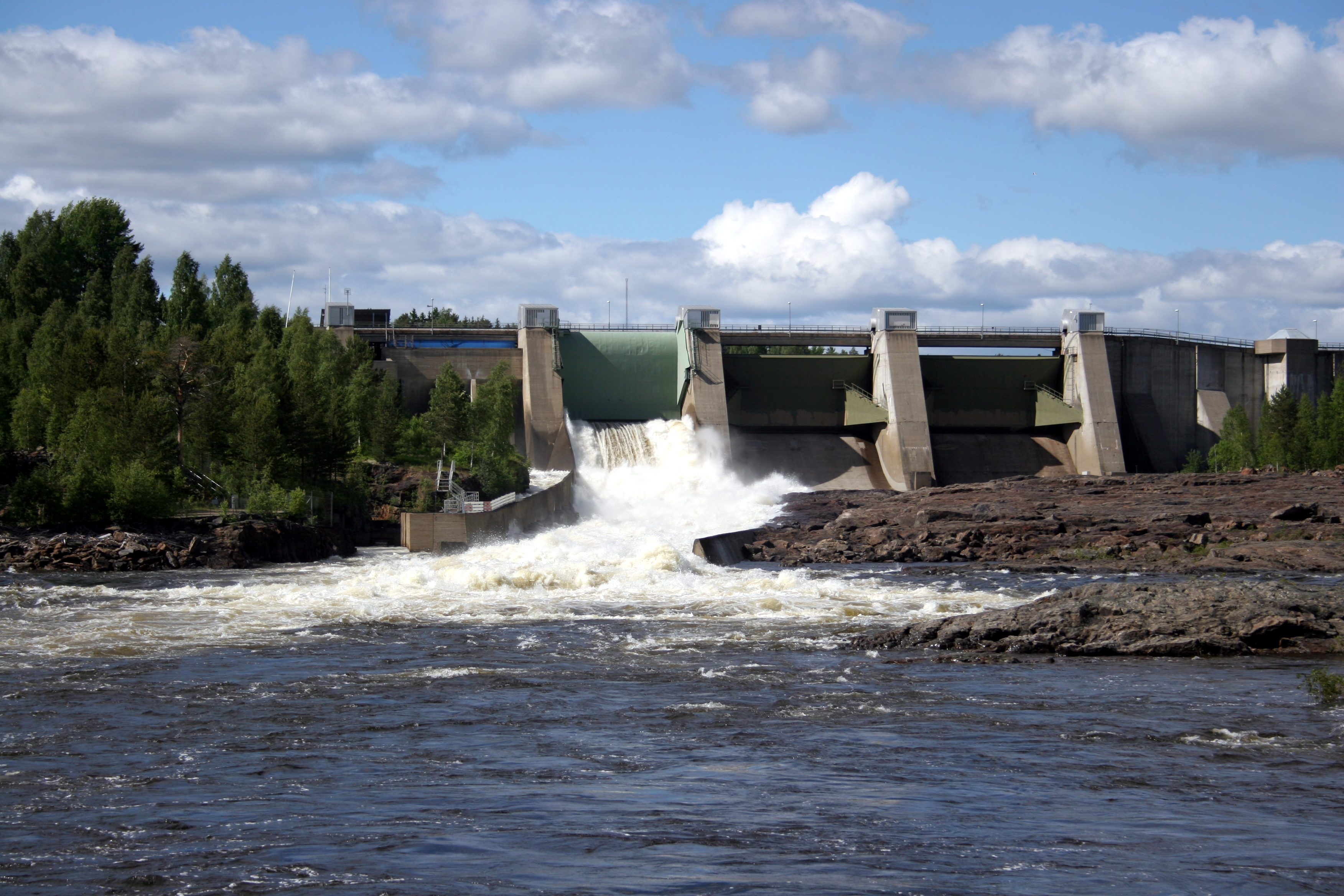
A Barragem de Stornorrfors

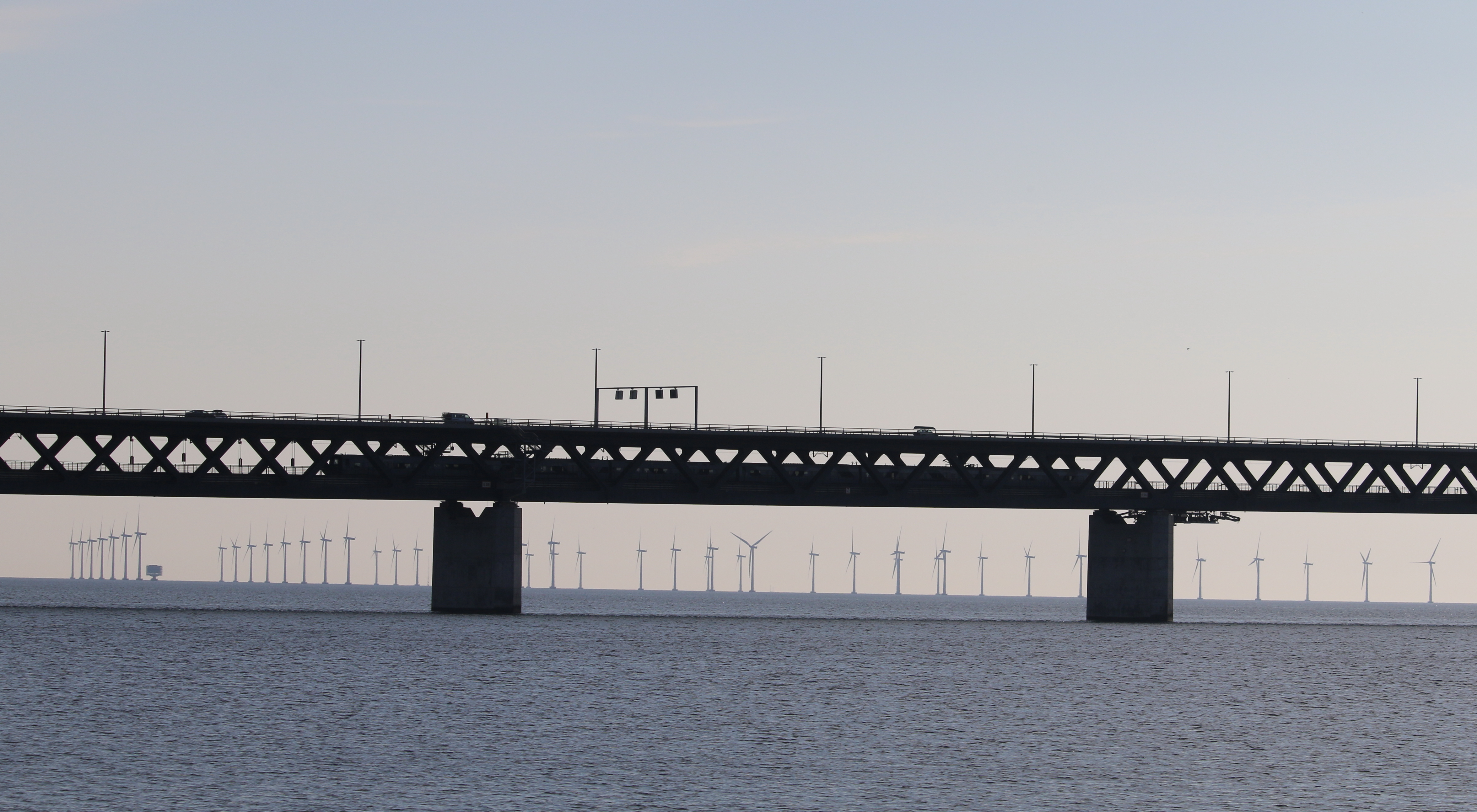
Parque eólico junto à ponte de Öresund

A Suécia é um grande consumidor de energia, devido ao seu clima frio e à sua atividade industrial, assim como ao seu parque de transportes.

O abastecimento energético do país está baseado na energia nuclear, na energia hidráulica, na energia eólica, nos combustíveis fósseis, e nos biocombustíveis.

A produção de eletricidade é feita a partir da energia nuclear e da energia hidráulica.

Devido a não possuir fontes de combustível fóssil, importa petróleo, gás natural e urânio para manter os transportes, a indústria e a calefação das habitações.